# Вашингтонський яхт-клуб
Club Washington Yacht — клуб на річці Анакостія у Вашингтоні. Засновани в 1910 році як організація тільки для білих, клуб потім був інтегрований у 1970-х роках, спонукаючи залучення афро-американського учасників. Самуель Массон був засновником клубу. Був вказаний у американському Національному реєстрі історичних місць 2 жовтня 2020 року.

## Історія
Клуб був заснований 27 квітня 1910 року, групою ентузіастів. Його перші члени були білими жителями області на схід від річки Анакостії. Вони були "гордо працюючими класом" човнярами, які часто будували свої човни власноруч. Організація була незвичайною серед клубів, адже фокус тоді був не на яхтах, а на моторних лодках. 
Клуб був розташований у нижній частині Нейлор Роад з його заснування до 1915 року, потім переїхав до пірсу поблизу мосту на Пенсільванія Авеню. Вони були змушені знову переїхати у 1924 році, на цей раз зі Східного берега річки на Західний. 
Джон "Сонні" Маклін став першим не-білим членом Вашингтонського яхт-клубу у 1970-х роках. Його членство було обмеженим: він не допускався у клубі, окрім важливих зустрічей та подій. Згодом багато білих членів покинули клуб, відреагувавши на збільшення афро-американського членства в клубі. З тих пір клуб описано як "один з найстаріших афро-американських яхт-клубів у країні", хоча він відкритий для членів будь-якої раси.
Жінки також почали приєднуватися в 1970-х роках. Пеггі Апелліс стала першою жінкою Клубу в 1977 році.
У 2011 році вогонь знищив чотири човни клубу.

### Соціальний внесок
На додаток до служіння в армії під час Другох світовох війни та соціальних робіт, Вашингтонський яхт-клуб з 1923 року виступав за охорону навколишнього середовища Анакостії, яка на той час була однією з найзабрудненіших річок Сполучених Штатів.